# 신이슬
신이슬은 도라에몽의 등장인물로 노진구의 반 친구이다. 예쁜 외모에 상냥하고 친절한 성격을 지녔으며, 싸움을 싫어하는 평화주의자이다. 좋아하는 것은 요리와 음악, 예쁜 것, 잘생긴 사람이며, 취미는 바이올린 연주, 요리이다. 카나리아와 강아지 페로를 키우고 있다. 일본 현지의 이름은 미나모토 시즈카(일본어: 源 静香)이다.
순이음과 신혼길의 외동딸로, 바이올린 연주가 취미이지만 바이올린을 켜는 실력이 별로 좋지 않다. 특기는 요리, 그림 그리기, 발이며, 장래희망은 빵집 & 꽃집 사장, 화가, 제과제빵사 등이 있다.
좋아하는 것은 요리(빵, 과자, 케이크를 굽는 것)와 음악, 예쁘고 귀여운 것들, 노진구, 남을 잘 섬기는 것, 잘생긴 사람, 깔끔한 것이며, 싫어하는 것은 귀신, 개구리, 병원, 학원, 싸움, 폭력, 눈 오는 날씨, 그리고 퉁퉁이와 비실이가 진구를 괴롭히는 것이다. 평소에는 상냥하고 친절하지만 화가 나면 굉장히 무섭다.
양갈래로 머리를 묶고 다니며, 따뜻하고 상냥하고 친절한 성격을 가졌다. 도라에몽의 주연들(노진구와 친구들) 중에 홍일점이다.
성인이 된 모습이 엄마와 닮았다. 노진구가 가장 많이 찾는 친구 중 하나일 만큼 진구와는 누구보다도 친한 최고의 친구지만, 평범한 친구인 영민이와 엮일 때는 진구에게 몇 번 질투심을 산 적도 있다.
미나모토가의 아이로, 미나모토는 일본의 옛 본성이어서 이슬이의 조상이 귀족이라는 것을 알 수 있다.

## 성격
매우 상냥하고 친절한 성격이다. 평상시엔 매우 친절하고 상냥한 소녀지만, 화가 났을 때는 매우 무섭다.

### 좋아하는 것
신이슬이 좋아하는 것을 나열해 두었다.
목욕
목욕을 무척 좋아한다. 실제로 대부분 신이슬이 나오는 에피소드에서는 목욕하는 장면이 늘 나오지는 않고 최근에는 거의 줄어들었지만, 심의가 약했던 옛 시리즈에서는 한 시리즈당 몇 편의 에피소드에서 목욕하는 장면이 가끔 나오고는 했었다. 이 때 누군가 들어오는 것을  매우 싫어한다.
요리
요리를 매우 잘하며, 특히 쿠키나 케이크를 만드는 것을 좋아한다. 구 도라에몽 3기의 에피소드들 중 쌍둥이 로봇 편을 보면, 이슬이는 요리 하는 것을 꽤나 잘 하는 듯 하다. 하지만 배고파지는 주먹밥 편에서는 엉터리가 된 케이크를 친구들에게 대접하는 바람에 진구, 비실이, 퉁퉁이를 깜짝 놀라게 했던 적도 있었다.
바이올린
이슬이는 바이올린을 연주하는 것을 무척 좋아하지만, 불행하게도 소리는 퉁퉁이 노래소리에 가까울 만큼 처참하다. 하지만 콩클에 나간 것을 보면, 조금은 잘 하는 듯 하다.
군고구마
이슬이가 좋아하는 음식 중 하나. 신 도라에몽의 군고구마의 마음 편을 보면, 그녀는 군고구마를 좋아하는 것을 알 수 있다. 허나 친구들에게는 이 사실을 숨기고 있다. 이유는 창피하기 때문이다. 창피한 이유는 군고구마를 먹으면 방귀가 나오기 때문에 창피한 것이다.
잘생긴 연예인, 가수
이슬이는 잘생긴 연예인이나 가수를 보면 하늘로 날아갈 것 같은 느낌이 들며,사족을 못 쓸 정도로 좋아한다.
이슬이의 생일을 다루는 에피소드들 중 한 편에서 비실이가 가수 한빈의 싸인을 이슬이에게 선물로 주었다. 그래서 이슬이가 화들짝 놀랐다.
음악
음악 장르 상관없이 다 좋아한다.
강아지
강아지가 귀여워서 그렇다.

### 싫어하는 것
신이슬이 싫어하는 것을 나열해 두었다.
개구리
이슬이가 가장 싫어하는 것 중의 하나이다. 정확한 이유는 알 수 없지만 개구리의 끈적함이 싫어서 피하는 것으로 추정된다. 구 도라에몽의 자연관찰 조립모형 편에서는 개구리가 튀어 나오는 것을 보고, 책상 위로 올라갔다.
학원
아주 싫어하는 것은 아니지만, 교사가 무서운지 조금 싫어하는 듯하다.
귀신
이슬이가 싫어하는 것 중의 하나로 귀신을 매우 싫어한다. 실물 도감 편에서는 귀신을 펼쳐보다 기절한 적도 있었고, 도라에몽 VS 드라큘라 편에서는 드라큘라 로봇에 감염돼, 흡혈귀가 되어버린 도라미를 보고 무서워서 떨기도 했다. 하지만 이후 퉁퉁이 VS 요괴 에피소드에서는 설녀로 변신한 데다 귀신 소리까지 낸다. 에피소드들마다 다르게 나와서 정확히는 알 수 없지만, 귀신은 무서워 하는 편이어도 담력성은 조금 뛰어난 것으로 추정된다.
눈 달린 벌레
이슬이는 눈 달린 벌레를 싫어한다. 그 중 대표적인 것은 바로 거미다.

## 장래
꿈은 승무원, 간호사, 유치원 교사, 외교관 등이 있다.
장래는 진구와 대학 시절의 설산에서의 조난사고를 계기로("옆에 있어주지 않으면 위험해서 보고 있을 수 없다"라는 이유로) 결혼하여, 아들인 장돌이를 낳게된다.
머리 모양은 두 매듭에서 포니테일로 바뀌어 있다. 진지한 성격은 변하지 않았고, 진구에게 주의할 것이 많다. 아들 장돌이에 대해서도 상냥하게 대하고 때로는 나쁜 짓을 한 장돌이를 꾸짖는다.

## 인물 관계도
이슬이의 인물 관계도를 나열한다.
도라에몽
진구 못지않게 매우 좋은 친구이다. 진구처럼 도라에몽에게 기대는 편은 아니지만 도구를 사용하는 장면이 종종 나오곤 하는 편이며, 도라에몽에게 이슬이는 매우 좋은 친구인 데다 친구들 중 도구를 가장 능숙하게 잘 사용해서 이슬이가 부탁할 때면 항상 도구를 빌려 주는 편이다.
노진구
이슬이가 가장 좋아하는 친구이자 미래의 남편이기도 하다. 이슬이가 목욕을 하고 있을 때 실수로 그만 목욕탕에 들어와 자신이 목욕을 하는 장면을 보는 일이 적지 않은 편이며, 일부러 하는 것은 아니며 이슬이를 웃게 해주고 싶은 나머지 자기도 모르는 사이에 도라에몽의 도구로 장난을 치게 되었을 때도 많이 있었고, 다투다가 서로 거친 말을 잘못 꺼내는 바람에 이슬이가 진구에게 화가 나는 경우가 종종 있지만, 진구가 일부러 그러는 것이 아님을 알고 있으며, 마음 속으로는 분명히 진구를 사랑하고 있으며 진구가 자신의 단점들을 극복하고 휼륭한 모범생이 되기를 바라고 있다. 또한 진구도 이슬이와 결혼을 하기 위해 많이 노력하는 편이며, 덕분에 미래에는 이슬이와 결혼해 장돌이를 자식으로 두게 되었다.
만퉁퉁
조금 무서워하기는 하지만, 좋은 친구로 생각한다.
왕비실
좋은 친구이기는 하지만, 비실이가 친구들에게 자랑을 하며 잘난 척을 하는 것은 좋아하지 않는다.
박영민
매우 좋은 친구 관계로 무척 친하게 지낸다. 물론 영민이는 친구로서 좋아하는 것일 뿐이고 진구를 좋아하는 것에는 따라오지 못하며 영민이도 진구와 이슬이의 관계를 은근히 이어주는 관계지만, 진구는 이슬이가 영민이와 붙어다니는 모습이 괜히 불안하다 보니 질투를 많이 하는 편이다.

## 극장판
- 극장판 도라에몽: 진구의 인어대해전

인어대해전에서는 친구들과 함께 인어로 변신하고, 바닷속을 탐험한다. 하지만 중반부에서 소피아의 티아라를 빌려 쓰다가 괴어족에게 잡혀간다. 하지만 이후 도라에몽이 가짜 인어의 검을 보여주고, 이슬이는 구출된다.
- 극장판 도라에몽: 진구의 우주영웅기~스페이스  히어로즈~

우주영웅기 스페이스 히어로즈에서는 영웅의 복장을 입고 히어로 영화를 찍는다. 이후에 도라에몽의 도구로 다른 친구들과 동시에 특수 스킬을 쓸 수 있게 된다. 극장판 내에서 이슬이가 사용했던 스킬이다.이 외에 최후의 전투에서는 샤이닝 온천 빔을 한정적으로 사용하기도 했다.
- 극장판 도라에몽: 진구의 남극 꽁꽁 대모험

도라에몽 극장판:진구의 남극 꽁꽁 대모험에서는 남극을 탐험하기 위해 극지방 탐험 슈트를 입었는데, 도라에몽과 진구가 한눈에 반해버렸다.

## 가족

### 현재
- 엄마 : 순이음
- 아빠 : 신혼길
- 삼촌 : 신범길

### 미래
- 엄마 : 순이음
- 아빠 : 신혼길
- 삼촌 : 신범길
- 남편 : 노진구
- 아들 : 노장돌
- 시아버지 : 노석구
- 시어머니 : 오진숙
- 시할아버지
- 시할머니

## 같이 보기
- 도라에몽
- 노진구
- 순이음
- 노장돌